# Gemini-Programm

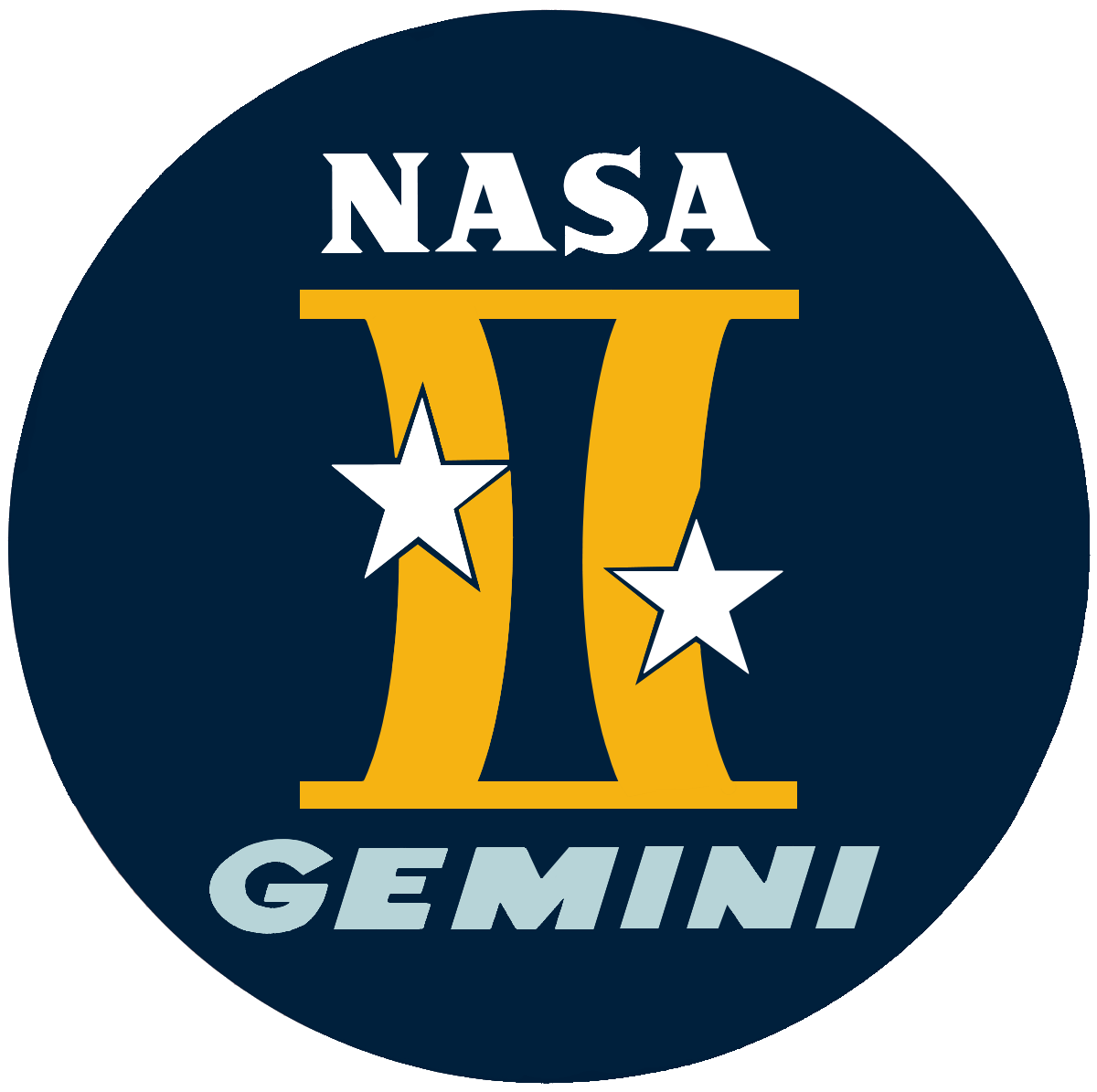
Gemini-Logo

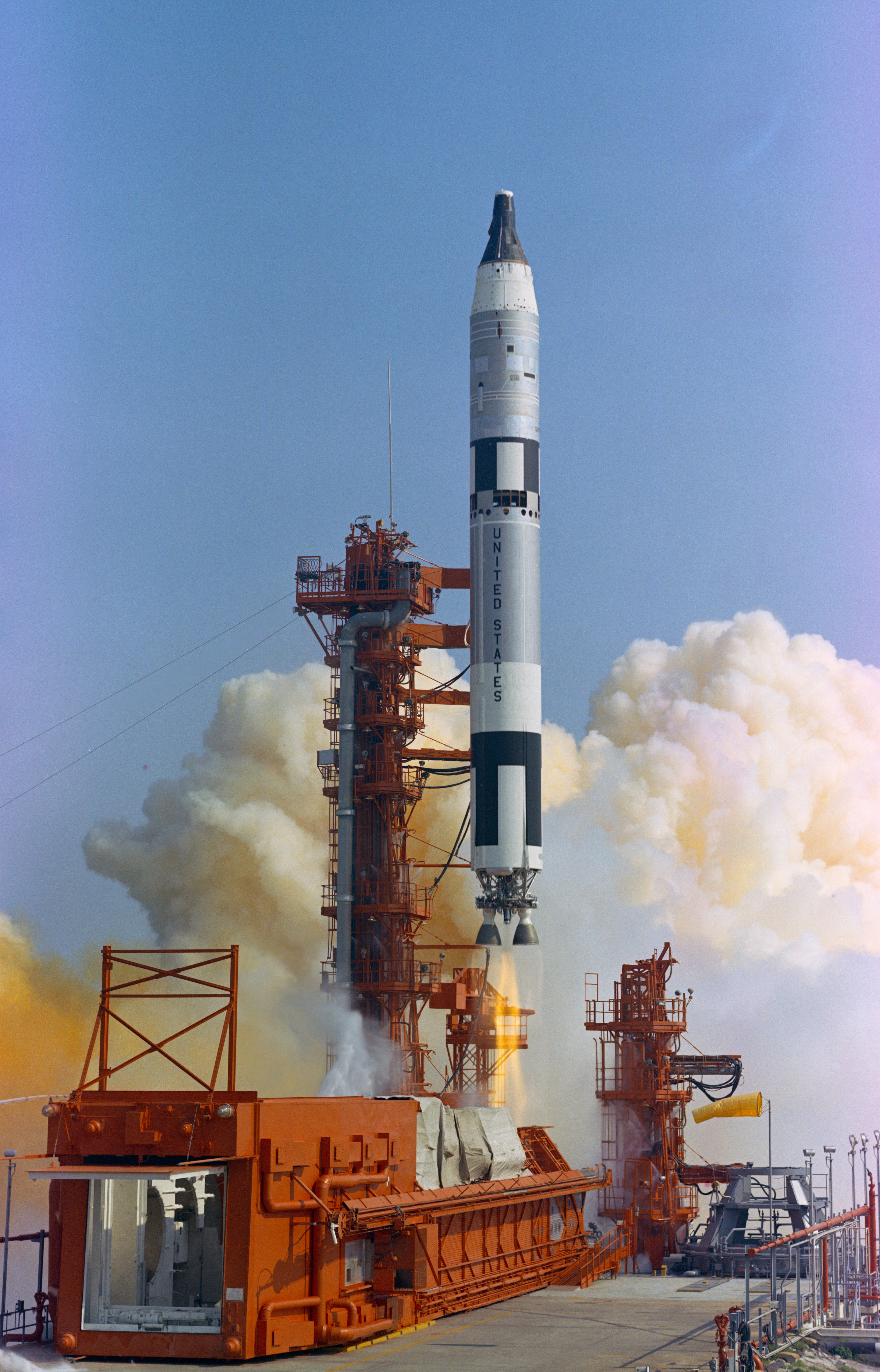
Titan II-Rakete beim Start von Gemini 9

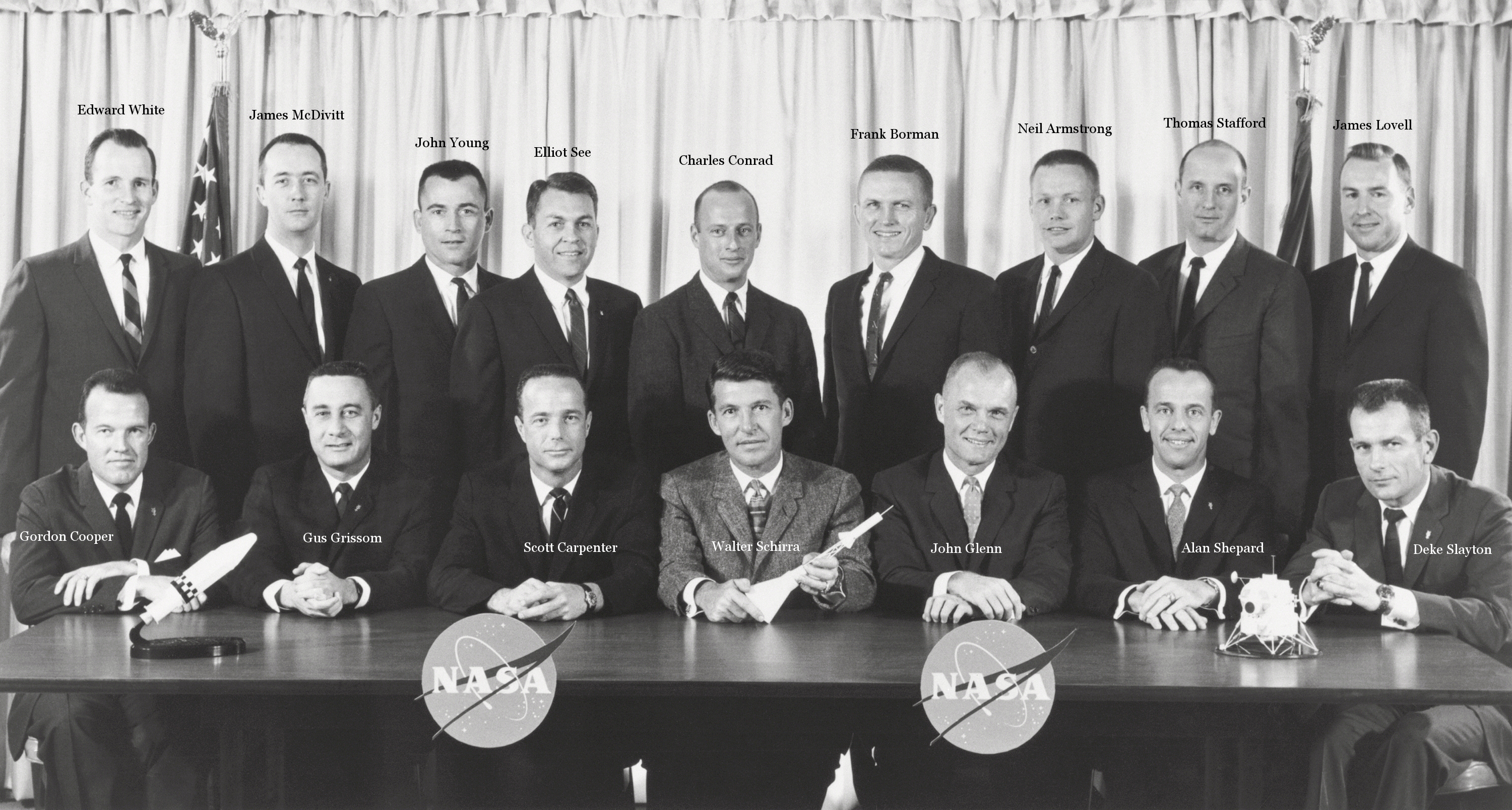
Astronautengruppen 1 (sitzend) und 2 (stehend)

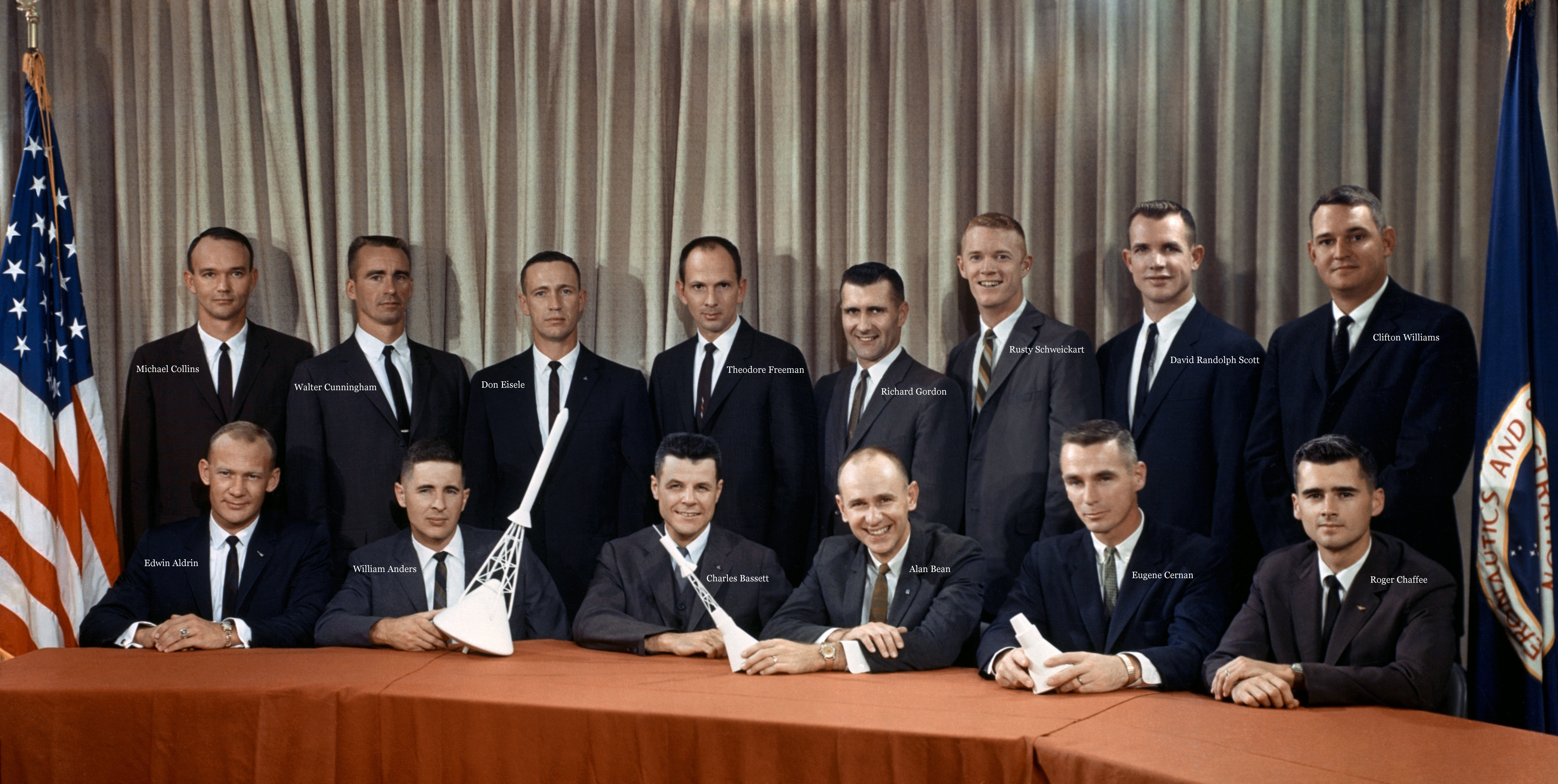
Astronautengruppe 3

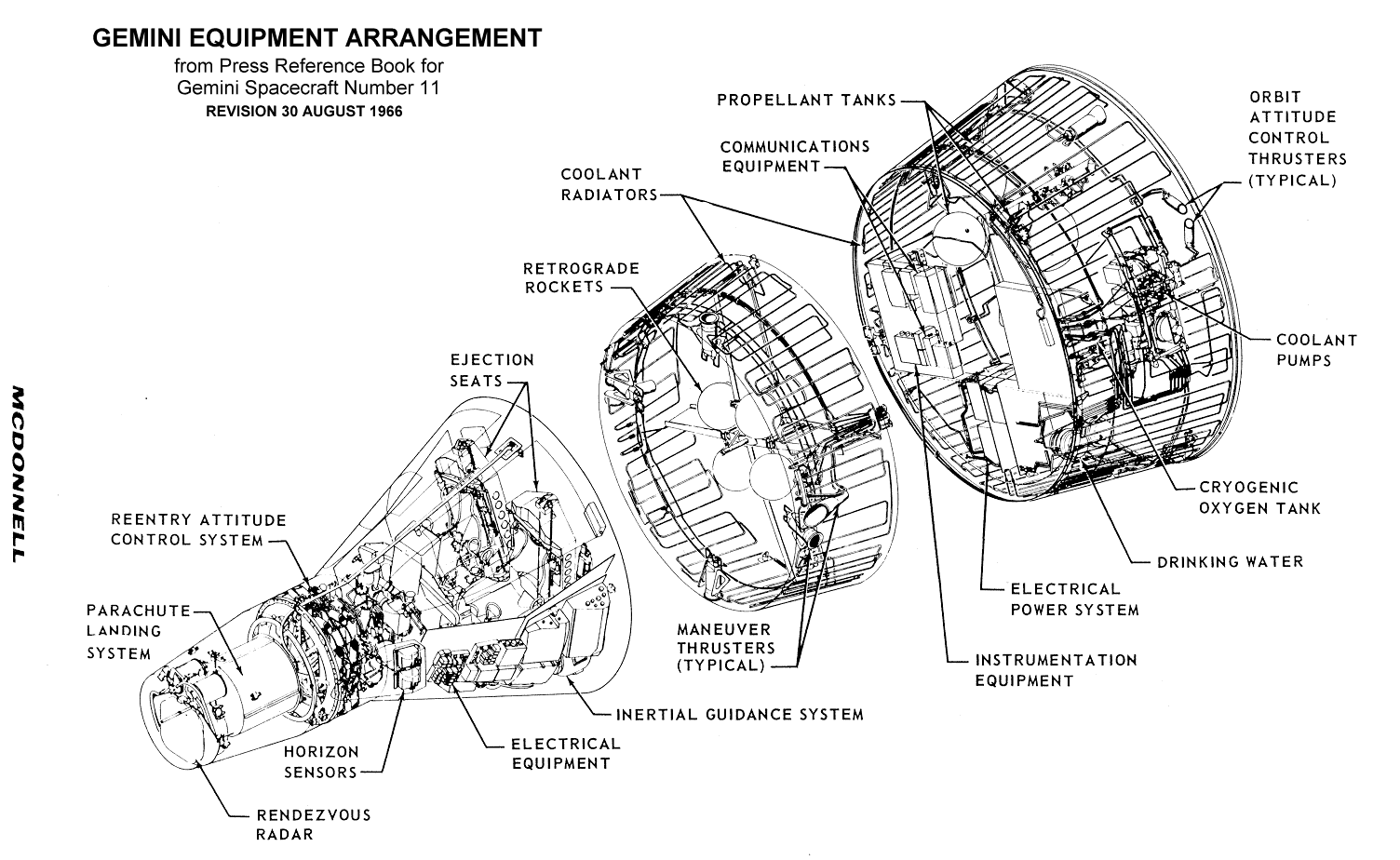
Gemini-Raumschiff

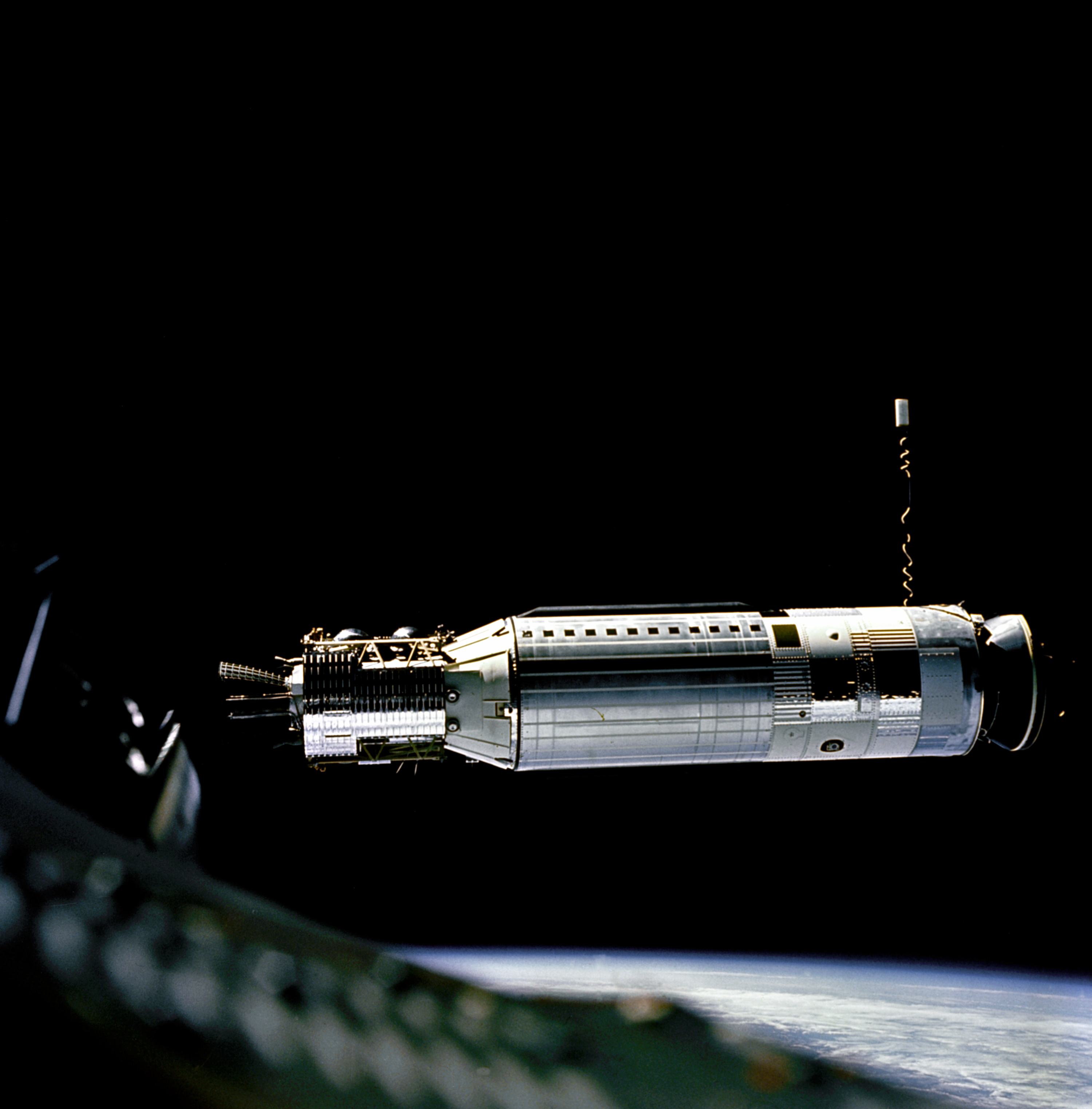
Agena-Zielsatellit

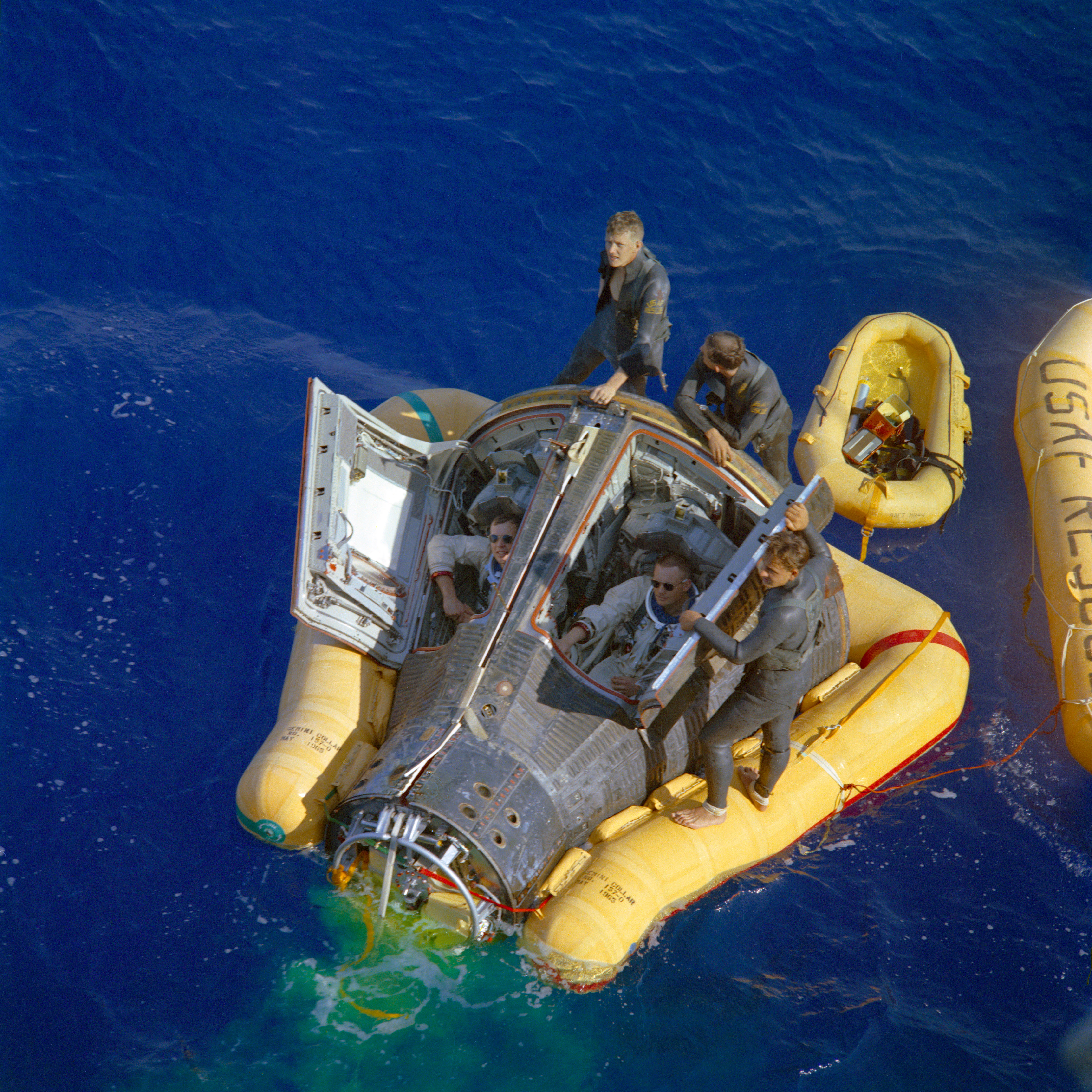
Neil Armstrong und David R. Scott nach der erfolgreichen Wasserung von Gemini 8. Die Astronauten warten in ihren Sitzen in der Kapsel, bis das Bergungsschiff eintrifft, umgeben von aus einem Hubschrauber abgesprungenen Tauchern.

Das Gemini-Programm war nach dem Mercury-Programm das zweite bemannte Raumfahrtprogramm der Vereinigten Staaten. Ziel des Gemini-Programms war das Entwickeln von Verfahrensweisen und Technologien für das Apollo-Programm. In seinem Rahmen fanden 1965 und 1966 zehn bemannte Raumflüge statt, bei denen Astronauten unter anderem die ersten Kopplungsmanöver im Weltraum sowie die ersten amerikanischen Weltraumausstiege durchführten.

## Die Planung
Gemini wurde aus der Not geboren, wobei es der NASA möglich war, hieraus eine Tugend zu machen. Nach Einstellung der Mercury-Flüge war schon relativ früh klar, dass eine zeitliche Lücke von drei oder gar vier Jahren bis zum Beginn der Apollo-Missionen klaffen würde – wertvolle Jahre, die man dringend benötigte, um die erforderlichen Technologien, z. B. Kopplungsmechanismen, Lebenserhaltungssysteme, Raumanzüge etc., zu erproben. Am 7. Dezember 1961 wurde das Programm bewilligt. Ursprünglich war in Erwägung gezogen worden, das bestehende Mercury-System zu einem zwei Mann fassenden Raumschiff, genannt Mercury Mark II, zu erweitern. Der Vorteil hätte darin gelegen, durch Rückgriff auf vorhandene Technik Entwicklungskosten zu sparen und die Zeit bis zum Beginn des bemannten Apollo-Flugprogramms sinnvoll überbrücken zu können. Die wesentlichen Veränderungen hätten im Einbau eines zweiten Sitzes, der Montage einer leistungsfähigen Manövriereinheit und dem Einsatz einer bereits existierenden Oberstufe als Docking-Attrappe bestanden. Zur Vereinfachung der Handhabung plante man außerdem eine modularisierte Inneneinrichtung, die einen Austausch oder das Hinzufügen von Komponenten vereinfacht und Mercury Mark II zu einer leistungsfähigen Plattform für bemannte Raumflüge gemacht hätte.
Das realisierte Raumschiff unterschied sich von Mercury unter anderem dadurch, dass alle beim Wiedereintritt nicht benötigten Elemente in ein Versorgungsmodul ausgelagert wurden, das in zwei Phasen abgetrennt werden konnte. Vor dem Wiedereintritt wurde zuerst der Ausrüstungsteil abgetrennt. Am Wiedereintrittsteil verblieb dann eine kegelstumpfförmige Bremseinheit, welche nach der Bremsung ebenfalls abgetrennt wurde. Die Bremseinheit wäre auch im Falle eines Notfalls beim Aufstieg verwendet worden, um die Kapsel von der Rakete zu trennen.
Gemini steht im Lateinischen für das Sternbild Zwillinge, womit der Name auf das zweisitzige Raumschiff und die Rendezvous-Manöver Bezug nimmt. Außerdem sind die mythologischen Zwillinge Castor und Pollux die Götter der Reisenden. Offiziell erhielt das Programm seinen Namen am 3. Januar 1962, nachdem im Dezember 1961 um Vorschläge gebeten worden war. Der Name Gemini wurde von zwei Personen vorgeschlagen.

### Die Astronauten
Zur Unterstützung der bereits ausgebildeten Mercury-Astronauten entschloss sich die NASA am 18. April 1962, fünf bis zehn neue Astronauten zu rekrutieren, worauf 253 Bewerbungen eingingen.
Am 17. September 1962 wurde die Gruppe 2, bestehend aus neun Astronauten, der Öffentlichkeit vorgestellt. Dies waren Neil Armstrong, Frank Borman, Charles Conrad, James Lovell, James McDivitt, Elliot See, Thomas Stafford, Edward White und John Young.
Die Auswahl der dritten Astronautengruppe begann am 5. Juni 1963 mit einer weiteren Ausschreibung. Die NASA stellte die 14 erfolgreichen Bewerber am 18. Oktober 1963 vor: Edwin Aldrin, William Anders, Charles Bassett, Alan Bean, Eugene Cernan, Roger Chaffee, Michael Collins, Walter Cunningham, Donn Eisele, Theodore Freeman, Richard Gordon, Russell L. Schweickart, David Scott und Clifton Williams.
Damit stieg die Zahl der aktiven Astronauten für die Programme Gemini und Apollo auf 27, da die Mercury-Astronauten Glenn, Carpenter und Slayton aus verschiedenen Gründen für das Gemini-Programm nicht zur Verfügung standen.
Theodore Freeman starb am 31. Oktober 1964 bei einem Flugunfall. Elliot See und Charles Bassett, die als Besatzung für Gemini 9 vorgesehen waren, kamen am 28. Februar 1966 ebenfalls bei einem Flugzeugabsturz ums Leben. Virgil Grissom, Edward White und Roger Chaffee starben am 27. Januar 1967 bei der Apollo-1-Katastrophe, Clifton Williams verunglückte mit einem Flugzeug am 5. Oktober 1967.

### Bemannte Missionen
| Mission   | Start         | Landung       | Dauer         | Besatzung                            | Ziele                                                                           | Bemerkung |
| --------- | ------------- | ------------- | ------------- | ------------------------------------ | ------------------------------------------------------------------------------- | --- |
| Gemini 3  | 23. Mrz. 1965 | 23. Mrz. 1965 | 00d 04h 52min | Virgil Grissom, John Young           | erster Zwei-Mann-Flug der Amerikaner                                            | |
| Gemini 4  | 03. Jun. 1965 | 07. Jun. 1965 | 04d 01h 56min | James McDivitt, Edward H. White      | erster Weltraumausstieg der Amerikaner durch Edward White                       | |
| Gemini 5  | 21. Aug. 1965 | 29. Aug. 1965 | 07d 22h 55min | Gordon Cooper, Charles Conrad        | Aussetzen und Rendezvousmanöver mit einem mitgeführten Zielsatelliten           | 120 vollendete Erdumrundungen |
| Gemini 6  | 15. Dez. 1965 | 16. Dez. 1965 | 01d 01h 51min | Walter Schirra, Tom Stafford         | Rendezvous mit Gemini 7                                                         | Für Oktober 1965 geplantes Rendezvous mit unbemanntem Agena-Satelliten musste entfallen, da dessen Trägerrakete nach dem Start explodierte. Start von Gemini 6 wurde auf Dezember, nach dem Start von Gemini 7, verschoben. Dieser Flug läuft auch unter der Nummer 6-A. |
| Gemini 7  | 04. Dez. 1965 | 18. Dez. 1965 | 13d 18h 35min | Frank Borman, James A. Lovell        | zweiwöchiger Flug, Rendezvous mit Gemini 6, das elf Tage nach Gemini 7 startete | Missionsziel: Nachweis für Realisierung eines 14-tägigen Raumflugs |
| Gemini 8  | 16. Mrz. 1966 | 17. Mrz. 1966 | 00d 10h 41min | Neil Armstrong, David Scott          | Kopplung mit GATV-Zielsatellit                                                  | Probleme mit der Steuerung, Raumschiff gerät während der Kopplung mit Agena in Rotation, Flug abgebrochen |
| Gemini 9  | 03. Jun. 1966 | 06. Jun. 1966 | 03d 00h 21min | Tom Stafford, Eugene Cernan          | Rendezvous mit ATDA-Zielsatellit                                                | Geplante Kopplung misslang, weil Verkleidung am Zielsatelliten sich nicht gelöst hatte |
| Gemini 10 | 18. Jul. 1966 | 21. Jul. 1966 | 02d 22h 47min | John Young, Michael Collins          | Kopplung mit GATV-Zielsatelliten                                                | erste Kopplung mit Zielsatellit und Nutzung des Antriebs des fremden Raumfahrzeugs; neuer Höhenrekord (763 km) |
| Gemini 11 | 12. Sep. 1966 | 15. Sep. 1966 | 02d 23h 17min | Charles Conrad, Richard Gordon       | Kopplung mit GATV-Zielsatellit                                                  | neuer Höhenrekord (1374 km) |
| Gemini 12 | 11. Nov. 1966 | 15. Nov. 1966 | 03d 22h 35min | James A. Lovell, Edwin „Buzz“ Aldrin | Kopplung mit GATV-Zielsatellit                                                  | bis dahin längster Weltraumausstieg mit 5½ Stunden |

Mit der Landung von Gemini 12 am 15. November 1966 und der offiziellen Schließung des Gemini-Büros am 1. Februar 1967 endete das Gemini-Programm.

## Technische Daten

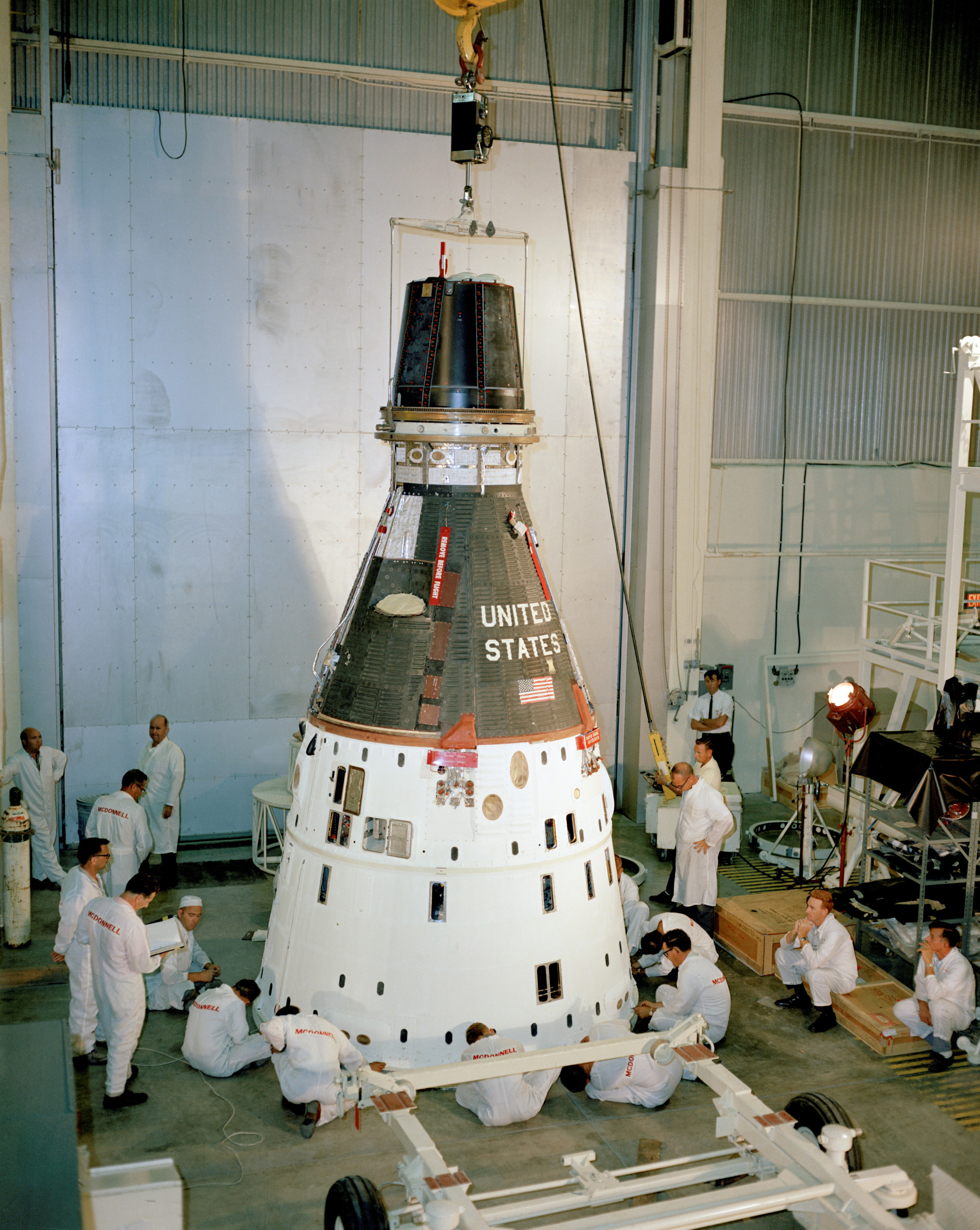
Gemini-Raumschiff bei den Startvorbereitungen

### Gemini-Raumschiff
Die Raumkapsel des Gemini-Raumschiffs war 5,8 Meter lang und hatte einen Durchmesser von drei Metern. Die Luken konnten während des Aufenthalts im Weltraum geöffnet und geschlossen werden, so dass Aktivitäten außerhalb des Raumschiffs möglich waren. Ein spezielles Kopplungsmodul war für die Andockmanöver vorgesehen. Die Masse der Raumkapsel betrug ca. 3.800 kg. Erstmals wurde bei einem Raumschiff eine Polymerelektrolytbrennstoffzelle als primäre Energieversorgung eingesetzt. Nicht wiederaufladbare Batterien waren nur für den Wiedereintritt und für Notfälle vorgesehen. Erstmals wurde auch ein Bordcomputer, der Gemini Digital Computer, zur Unterstützung der Besatzung bei Berechnungen eingesetzt. Der Computer aus 5 Platinen mit 510 Modulen hatte einen Speicher von nur 4096 Befehlsworten von jeweils 39 Bit Länge. Da sich dieser als zu klein erwies, wurde er ab Gemini 8 durch ein Magnetbandlaufwerk ergänzt, welches die Speicherkapazität versiebenfachte.

### Seriennummern der Raketen

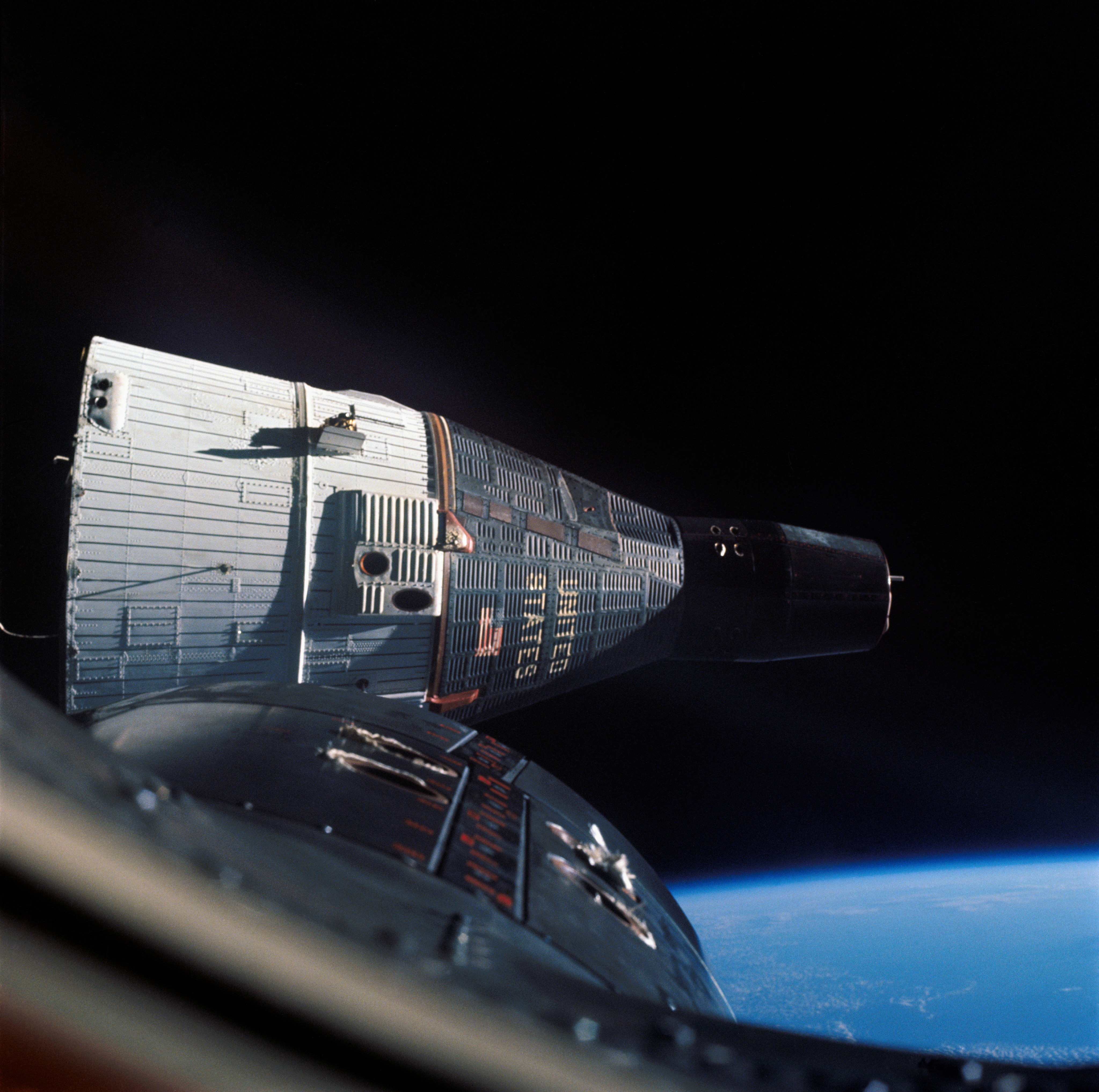
Gemini 6 während des Rendezvous mit Gemini 7

Wie die Mercury-Redstone- und Mercury-Atlas-Raketen vor ihnen wurden auch die Gemini-Titan-Raketen von der NASA über die United States Air Force geordert und waren eigentlich Raketen, die für militärische Einsätze gedacht waren. Die Air Force war für den Startkomplex 19 auf der Cape Canaveral Air Force Station verantwortlich und bereitete alle Gemini-Starts vor und führte sie aus. Daher trugen die erste und zweite Stufe auch Seriennummern der US Air Force. Sie waren auf jeweils gegenüberliegenden Seiten am unteren Ende der Stufe angebracht. Da die Raketen im Jahr 1962 bestellt worden waren, sollte eine Seriennummer eigentlich der Vorlage 62-12XXX folgen. Auf den Stufen der Titan II war aber nur 12XXX vermerkt.
- 12556 – GLV-1 – Gemini 1
- 12557 – GLV-2 – Gemini 2
- 12558 – GLV-3 – Gemini 3
- 12559 – GLV-4 – Gemini 4
- 12560 – GLV-5 – Gemini 5
- 12561 – GLV-6 – Gemini 6–A
- 12562 – GLV-7 – Gemini 7
- 12563 – GLV-8 – Gemini 8
- 12564 – GLV-9 – Gemini 9A
- 12565 – GLV-10 – Gemini 10
- 12566 – GLV-11 – Gemini 11
- 12567 – GLV-12 – Gemini 12
- 12568 – GLV-13 Bestellt von der NASA 1962, abbestellt am 30. Juli 1964 / nicht gebaut
- 12569 – GLV-14 Bestellt von der NASA 1962, abbestellt am 30. Juli 1964 / nicht gebaut
- 12570 – GLV-15 Bestellt von der NASA 1962, abbestellt am 30. Juli 1964 / nicht gebaut

## Ergebnisse
Nach dem Mercury-Programm, welches nach den ersten Erfolgen der Sowjetunion die prinzipielle Möglichkeit bemannter Weltraumflüge ebenfalls demonstrierte, wurden mit Gemini bedeutende Fortschritte dabei erzielt, auch die für einen erfolgreichen Mondflug nötigen Manöver im Weltraum zu testen: Rendezvous und Kopplung von Raumschiffen, Außenbordeinsätze, Bahnänderungen sowie die Zusammenarbeit der Bodenstation mit den Piloten.
Gemini war somit ein überaus erfolgreiches Programm, welches auch bewies, dass es möglich war, schwere Havarien wie im Fall von Gemini 8 zu beherrschen. Es wurde ein Grundstein für die Apollo-Mondmissionen gelegt. Im Jahr 1967 ereignete sich jedoch zu Beginn des Apollo-Programms mit dem Verlust dreier Menschenleben am Boden bei Apollo 1 ein schwerer Rückschlag. Auch das sowjetische Raumfahrtprogramm erlebte in diesem Jahr einen Rückschlag, als der Kommandant von Sojus 1 bei der Landung verunglückte.
Die Erfahrungen aus dem Gemini-Programm trugen maßgeblich zur ersten erfolgreichen bemannten Mondlandung von Apollo 11 bei.

### NASA-Mission-Reports
- Robert Godwin: Gemini 12: The NASA Mission Reports; Apogee Books, 2004; ISBN 1-894959-04-3 (Buch & CD)
- Robert Godwin: Gemini 7: The NASA Mission Reports; Collector’s Guide Publishing, 2002; ISBN 1-896522-82-3 (Buch & CD)
- Robert Godwin: Gemini 6: The NASA Mission Reports; Apogee Books, 2000; ISBN 1-896522-61-0 (Buch & CD)

### Allgemein
- Carl R. Green: The Gemini 4 Spacewalk Mission; Myreportlinks.com, 2004; ISBN 0-7660-5163-3
- David M. Harland: How NASA Learned to Fly in Space: An Exciting Account of the Gemini Missions; Apogee Books, 2004; ISBN 1-894959-07-8
- Helen Zelon: The First American Space Walk: The Gemini IV Mission; PowerKids Press, 2002; ISBN 0-8239-5771-3
- David J. Shayler: Gemini; Springer-Verlag Telos, 2001; ISBN 1-85233-405-3
- Diane M. und Paul P. Sipiera: Project Gemini; Children’s Press, 1997; ISBN 0-516-20441-6
- Diverse: Menschen zum Mond – Gemini 4 und Gemini 6/7; Inter-Pathé-Film Ing. Paul Schmitt GmbH + Co KG; ISBN 3-89396-119-4 (deutsch)
- Bernd Leitenberger: Das Gemini Programm: Technik und Geschichte; 3., erweiterte Auflage. Books on Demand, Norderstedt 2010, ISBN 978-3-83914-7-986. (deutsch)

## DVDs
- Das NASA Programm – Das Gemini Programm (deutsch)